# 地中海爬形獅子魚
地中海爬形獅子魚，為輻鰭魚綱鮋形目杜父魚亞目獅子魚科的其中一種，分布於地中海西部海域，棲息深度500-700公尺，為深海底棲性魚類，體長可達5.1公分，屬肉食性，生活習性不明。